# عقد خيار
عقود الخيارات هي أحد التطورات الحديثة في سوق المال وأحد المشتقات المالية التي تهدف إلي التقليل من مخاطرالأستثمار، وتعد عقود الخيارات نوعاً من العقود المستقبلية وهي أوراق مالية مشتقة ليس لها قيمة في ذاتها إنما من الغرض الذي يجري عليه الاختيار .